# Flăcăul cu o singură bretea
Flăcăul cu o singură bretea este un film românesc din 1990 regizat de Iulian Mihu. Rolurile principale au fost interpretate de actorii Ștefan Sileanu, Maia Morgenstern, Mihai Cafrița.
Filmul are  elemente inspirate din povestiri ca „Cănuță om sucit” de I.L. Caragiale și „Niculăiță Minciună” de Al. Brătescu‑Voinești, reinterpretate într-un context românesc de după Revoluție,.

## Prezentare
Un băiat sărac și cinstit găsește întâmplător o pungă cu bani pe stradă și o predă cu bună credință la poliție. La scurt timp, apare un bărbat care susține că banii îi aparțin și vrea să-i recupereze. Însă, spre surprinderea tuturor, polițistul neagă că ar fi primit ceva. Băiatul încearcă să dovedească adevărul, dar nimeni nu-l crede. Este luat în râs, ignorat, chiar agresat. Sistemul pare să fie construit împotriva celor corecți.  În ciuda nedreptății, băiatul rămâne vertical.

## Distribuție
Distribuția filmului este alcătuită din:
- Maia Morgenstern — Doamna
- Aristide Teică — Un secretar
- Beatrice Ilinca
- Mihai Boroneață — Niculăiță
- Mihai Cafrița — Amantul doamnei
- Cristian Filipon — Niculăiță copil
- Violeta Andrei — Doamna cu cățelul
- Maria Rotaru — Mama lui Niculăiță
- Dan Ionescu — Baronul
- Ștefan Sileanu — Șeful de poliție
- Alexandru Arșinel — Preotul
- Valeria Rădulescu
- Alexandru Racoviceanu — Goftec

## Primire
Filmul a fost vizionat de 25.781 de spectatori în cinematografele din România, după cum atestă o situație a numărului de spectatori înregistrat de filmele românești de la data premierei și până la data de 31 decembrie 2014 alcătuită de Centrul Național al Cinematografiei.